# Grumman G-21 Goose
Grumman G-21 Goose byl americký dvoumotorový víceúčelový obojživelný létající člun, řešený jako hornoplošník s pomocným zatahovacím podvozkem ostruhového typu.

## Vznik

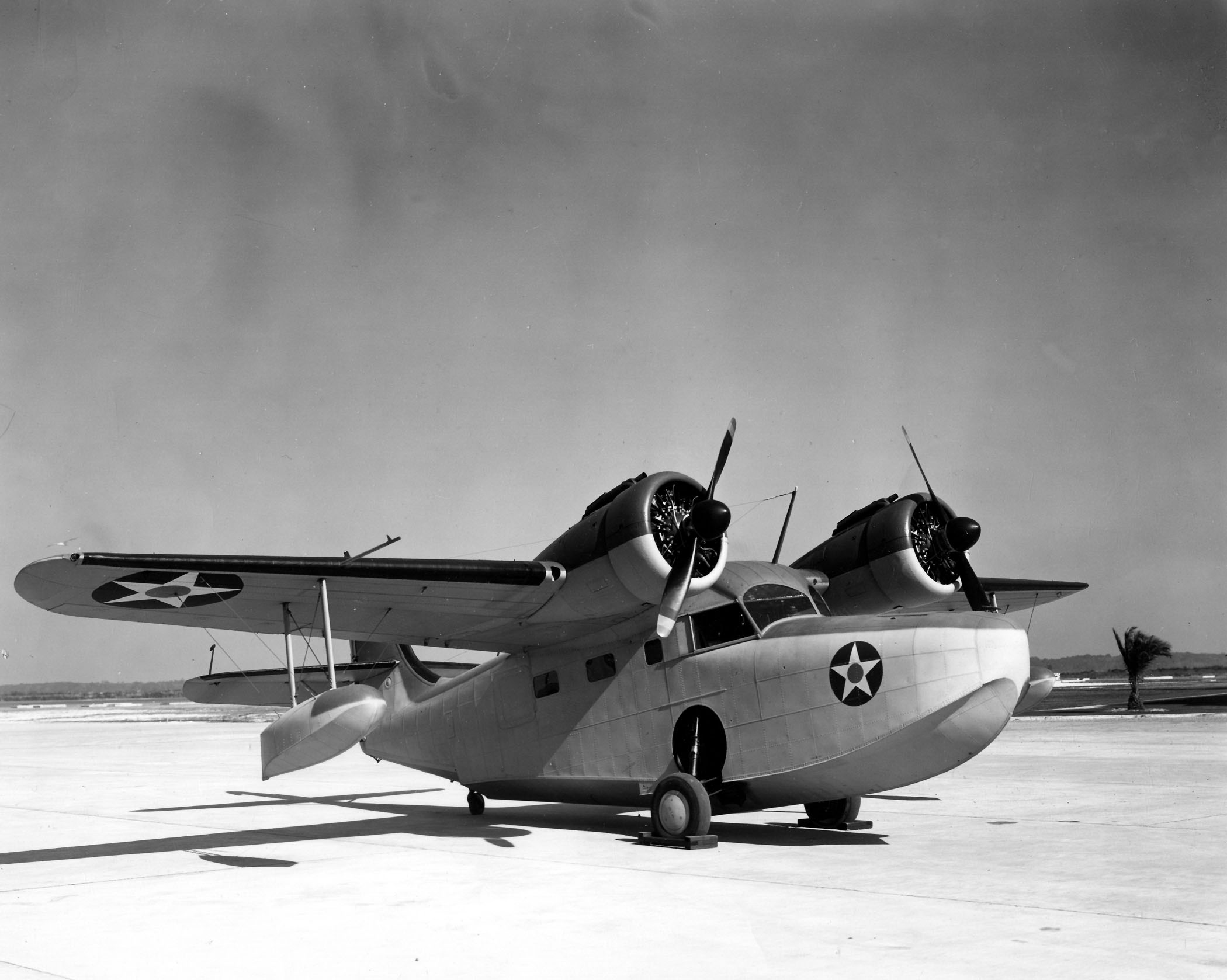
Grumman JRF-5 NAS Jacksonville, Florida

V roce 1936 společnost Grumman z Farmingdale po průzkumu trhu zahájila vývoj malého dvoumotorového civilního obojživelného letounu. Jako základ nového stroje posloužila člunová část letounu Grumman J2F Duck, na kterou byl přistavěn jednoduchý trup s kabinou pro šest až sedm osob. Samonosné křídlo s dvojicí motorů Pratt & Whitney R-985-SB Wasp Junior po 294 kW bylo instalováno na hřbet trupu. Hlavní podvozková kola se zatahovala do boků trupu, ostruhové kolo se vtahovalo do trupu za druhý člunový kýl.

## Vývoj

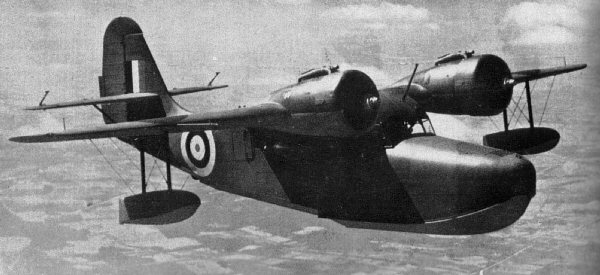
Grumman G-21 Goose v řadách RAF

Prototyp G-21 byl zalétán v červnu 1937, od příštího roku započaly dodávky prvním civilním zákazníkům. Sériové stroje byly dodávány jako obojživelné G-21A, nebo čistě vodní G-21B, v obou případech s pohonnými jednotkami R-985-SB2 o výkonu po 330 kW.
Omezený civilní trh s touto kategorií letounů vedl firmu Grumman k intervenci u armádního letectva USA, která vedla k objednávce šestadvaceti kusů ve víceúčelové variantě OA-9. Během druhé světové války k nim přibylo dalších pět exemplářů, zabavených vojenskou správou civilním uživatelům.
Tři letouny OA-13 poháněly motory R-985-AN1. V roce 1938 pak jeden letoun určený k testům získalo US Navy, které jej používalo pod označením XJ3F-1. O rok později byl následován deseti sériovými JRF-1, vybavené především jako osmisedadlové lehké transportní a spojovací. Se zabudovaným vybavením pro fotografování nebo vlek terčů pro nácvik střelby byly označovány JRF-1A.
Deset kusů pro letectvo pobřežní stráže, dodaných v roce 1940, neslo označení JRF-2. Sedm z nich se užívalo pro leteckou záchrannou službu, zbývající tři dostaly dokonalejší výbavu, autopilot a odledování náběžných hran křídla a ocasních ploch. Byly používány pod označením JRF-3 v arktických oblastech k záchranným akcím.
V období před vstupem USA do války objednalo námořní letectvo deset exemplářů JRF-4 určených pro pomocný pobřežní protiponorkový průzkum. Pod křídlem nosily dvě hlubinné nálože po 113 kg.

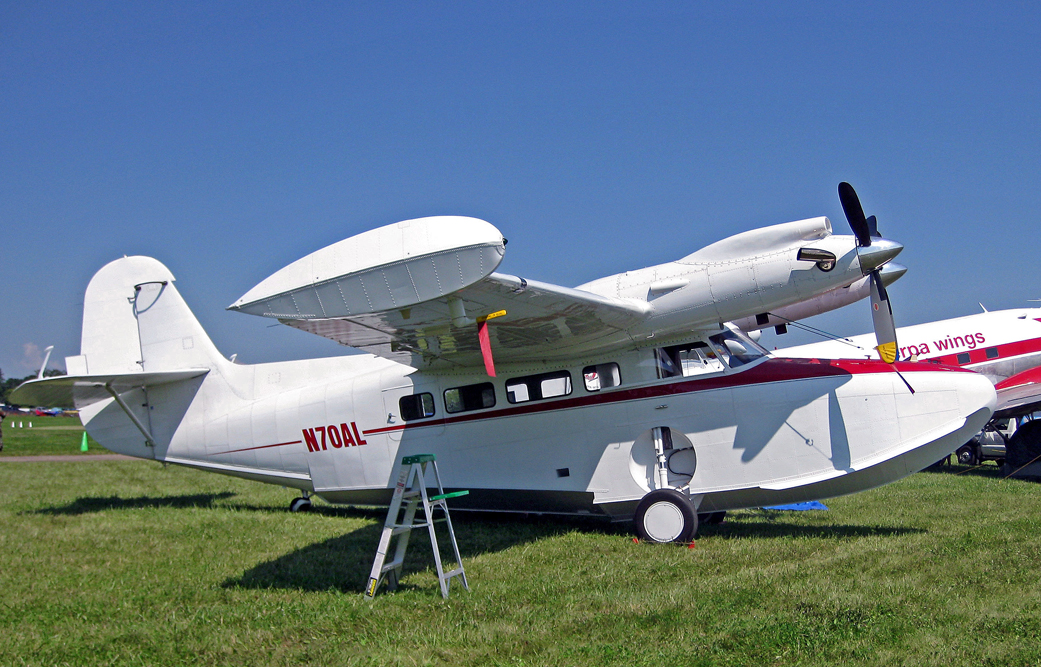
McKinnon G-21G Turbo Goose s turbovrtulovými motory PT6A-27, Oshkosh, USA, 1970

JRF-5 byla první velkosériová verze postavená v počtu 190 kusů. Měla motory R-985-AN12 a vybavení pro letecké snímkování. Šest strojů bylo dodáno letectvu pobřežní ochrany jako JRF-5G pro záchrannou službu. Verze JRF-6 měla dokonalejší elektrické a rádiové vybavení.
Britská nákupní komise v USA objednala již v roce 1940 pro Royal Air Force 50 letounů G-21A pro pomocnou dopravní službu. Americké vojenské letectvo však stroje této série zabavilo pro své účely. RAF tak až v roce 1942 převzalo šest JRF-5, které zde operovaly jako Goose Mk.I a následně oněch 50 letounů JRF-6B jako Goose Mk. IA. Royal Canadian Air Force mělo ve stavu 29 JRF-5, používaných převážně pro výcvik v letecké navigaci, několik kusů sloužilo také v portugalském letectvu.
Po válce se řada strojů G-21 různých verzí uvolnila pro civilní použití, hlavně v USA a Kanadě.

## Specifikace

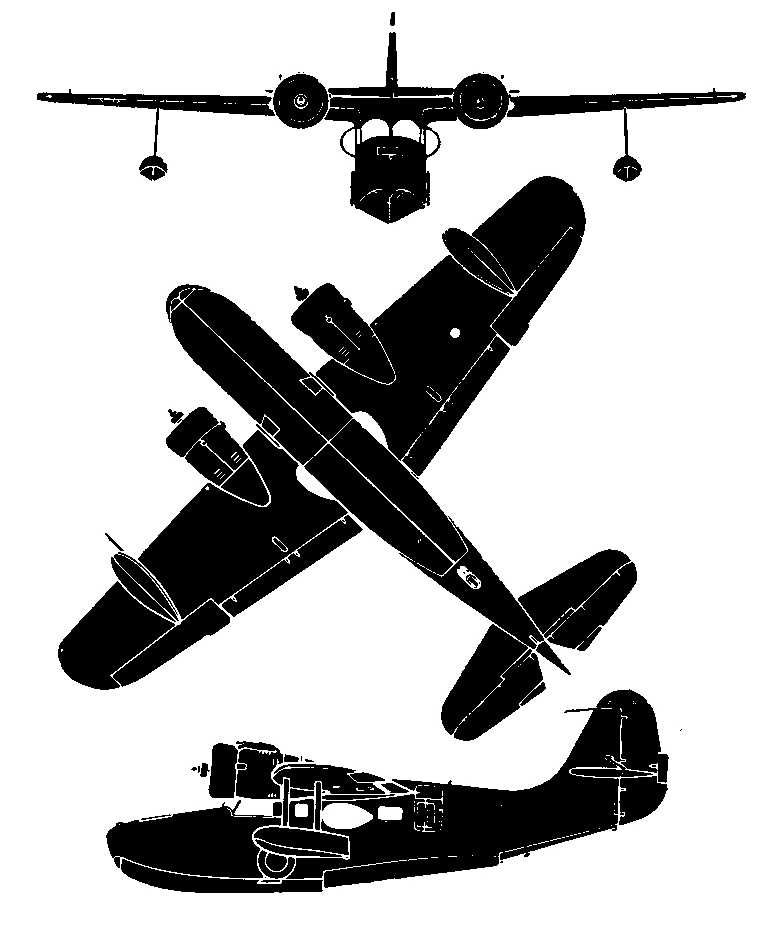
Grumman JRF-5 Goose

### Technické údaje
- Rozpětí: 14,95 m
- Délka: 11,70 m
- Výška: 4,56 m
- Nosná plocha: 34,88 m²
- Hmotnost prázdného letounu: 2463 kg
- Vzletová hmotnost: 3612 kg

### Výkony
- Maximální rychlost v 1500 m: 323 km/h
- Cestovní rychlost v 1500 m: 307 km/h
- Stoupavost u země: 5,6 m/s
- Dostup: 6405 m
- Dolet: 1030 km